# Capasa hyadaria
Capasa hyadaria là một loài bướm đêm trong họ Geometridae.